# Sithathoriunet
Sithathoriunet, auch Sit-Hathor-Iunet oder Sat-Hathor-Iunit, eigentlich Sathuthoriunet, war eine altägyptische Königstochter der 12. Dynastie (Mittleres Reich), deren Grab sich in Al-Lahun nahe der Pyramide von Sesostris II. fand.

## Zuordnungen
Wegen des Bezuges zu Sesostris II. wird vermutet, dass sie die Tochter dieses Herrschers war, ohne dass dies belegt ist. Schmuckstücke in ihrem Grab nennen auch den Namen von Amenemhet III., weshalb angenommen werden kann, dass sie bis in seine Regierungszeit lebte.

## Grabanlage

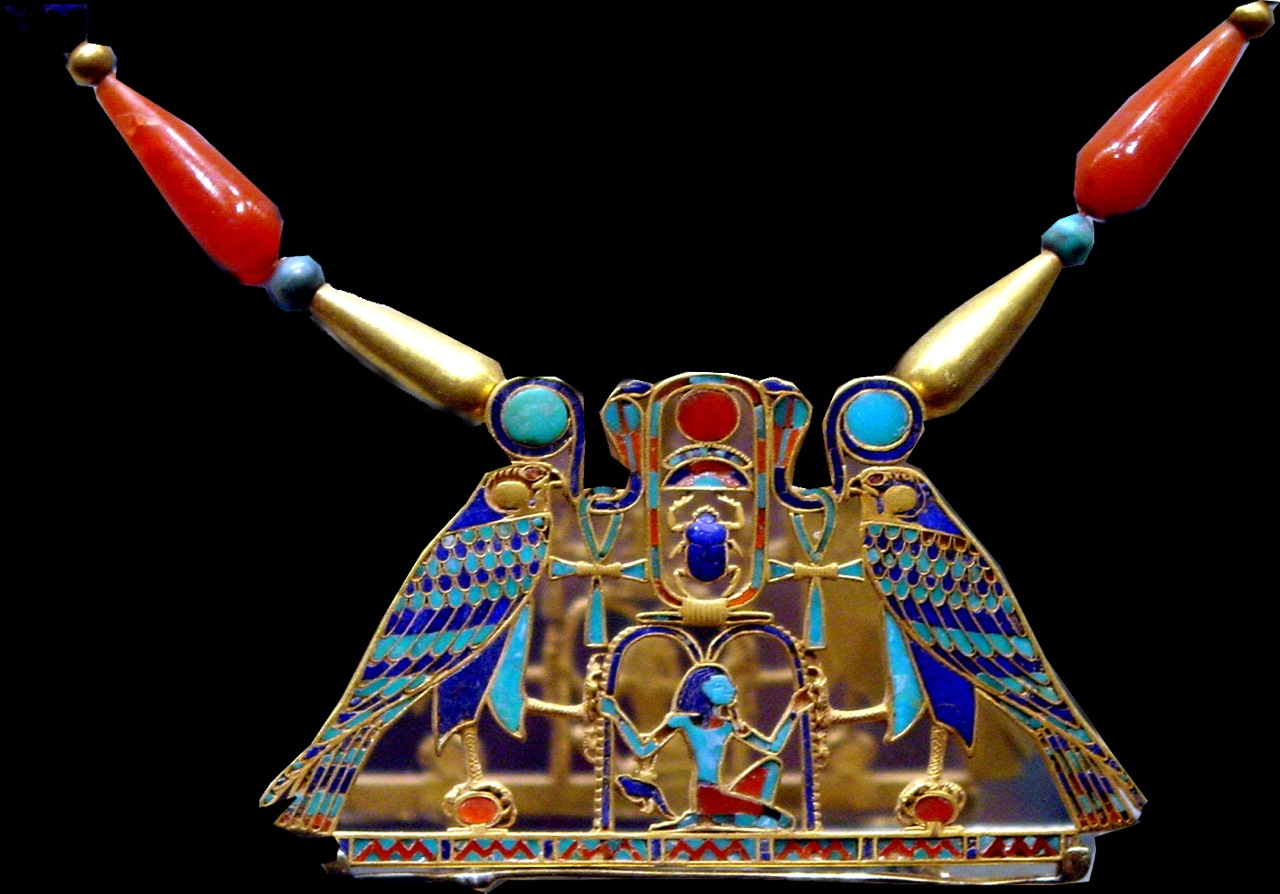
Pektoral aus dem Grab, Metropolitan Museum of Art

Sithathoriunet erlangte besondere Bedeutung, da sich in ihrer Grabkammer bei Ausgrabungen durch die British School of Archaeology unter der Leitung von Flinders Petrie im Jahr 1914 eine Nische fand, die von Grabräubern übersehen worden war. Diese enthielt zahlreichen erstklassigen Schmuck in diversen Truhen.
Die Schmuckstücke umfassen unter anderem zwei Pektorale, eine goldene Krone, diverse Ketten und Armbänder. Der hier gefundene Schmuck gehört zu den künstlerisch herausragendsten Arbeiten aus dem Alten Ägypten.
Das Holz der Truhen war bei der Auffindung des Grabes schon lange vergangen, aber sie konnten zum Teil anhand von Einlagen, die sie zierten, rekonstruiert werden.
Daneben fanden sich auch ein Spiegel, Rasierklingen und andere Objekte, die im Zusammenhang mit der weiblichen Schönheitspflege stehen.